# HTV-7
L'HTV-7 è stata una missione di rifornimento della stazione spaziale internazionale, la settima effettuata con la navetta giapponese H-II Transfer Vehicle. La missione è stata lanciata il 22 settembre 2018 dalla piattaforma 2 del complesso di Yoshinobu del centro spaziale di Tanegashima e ha raggiunto la stazione spaziale il 27 settembre. Il 7 novembre, dopo 41 giorni, è stato effettuato l'unberthing e la navetta si è distrutta nel rientro atmosferico il 10 novembre, come programmato. 

## Scopo
Gli scopi della missione erano:
- trasportare i rifornimenti alla stazione spaziale
- smaltire i rifiuti della stazione a termine missione

## Missione

### Carico della missione
Il carico della navetta era di circa 6200 kg:
Vano pressurizzato (4300 kg)
- EXPRESS Rack 9B e 10B
- Life Sciences Glovebox (LSG)
- Life Support Rack (LSR)
- HTV Small Re-entry Capsule (HSRC)
- Loop Heat Pipe Radiator (LHPR)
- JEM Small Satellite Orbital Deployer (J-SSOD)
- 3 CubeSat

Vano non pressurizzato (1900 kg)
- 6 batterie agli ioni di litio per la stazione spaziale

Come nella missione precedente, la navetta ha trasportato, oltre ai normali rifornimenti, sei batterie agli ioni di litio. La stazione spaziale, la cui orbita ha un periodo di 90 minuti, passa per 45 minuti nell'ombra della Terra. Per questo motivo è richiesto l'uso di batterie, che immagazzinano l'energia dei pannelli solari nei 45 minuti in cui è esposta alla luce del Sole e la rilasciano nei 45 minuti in cui i pannelli sono all'ombra. Originariamente le batterie erano di tipo NiH2, che hanno una vita di 10 anni. Allo scadere della loro vita utile, sono state sostituite da nuove batterie Li-ion. Le batterie di tipo NiH2, che sopportano un grande numero di cicli di carica e scarica, e non sono danneggiate da fenomeni di sovraccarico, hanno lo svantaggio di avere l'effetto memoria. Le nuove batterie Li-ion invece sono più leggere e piccole, quindi con maggiore densità di energia e non soffrono dell'effetto memoria. Per contro, hanno in genere una vita più breve perché sostengono un minor numero di cicli di carica-scarica. Le batterie installate sulla stazione spaziale sono comunque progettate per avere la stessa vita utile delle precedenti. La maggiore densità energetica ha permesso di sostituire 12 batterie NiH2 con 6 batterie Li-ion. In totale erano presenti 48 batterie, suddivise in quattro gruppi sui segmenti P6, P4, S6 e S4.
Le sei batterie Li-ion trasportate in questa missione, che hanno sostituito le 12 batterie NiH2 del segmento P4, sono state installate con due passeggiate spaziali a marzo 2019 (US EVA 52 e 53) e una terza ad aprile 2019 (US EVA 54).
Le batterie del segmento S4 trasportate nella missione precedente HTV-6 sono state installate durante due passeggiate spaziali (US EVA 38 e 39) a gennaio 2017. 
Le batterie del segmento P6 sono state portate con la missione successiva HTV-8 a settembre 2019 e installate durante cinque passeggiate spaziali a ottobre 2019 (US EVA 56, 57, 58) e gennaio 2020 (US EVA 62 e 63). Infine le ultime batterie presenti nel segmento S6 sono state sostituite con quelle portate sulla stazione spaziale tramite l'ultima missione HTV-9 e installate durante quattro passeggiate spaziali a giugno-luglio 2020 (US EVA 65, 66, 67) e a febbraio 2021 (US EVA 70). 
Gli EXpedite the PRocessing of Experiments to the Space Station (EXPRESS) sono armadi (rack) generici per condurre esperimenti sulla stazione spaziale e forniscono diverse funzionalità per supportare le attività scientifiche, come telecamere, connessioni dati, sistemi di raffreddamento ad aria e ad acqua. Gli esperimenti, che possono essere condotti sia dall'equipaggio della stazione che in modo remoto da operatori del centro spaziale Marshall, sono contenuti in payload e ogni rack ne può ospitare fino a dieci.
I primi EXPRESS Rack 1 e 2 sono stati portati con la missione Shuttle STS-100 nel 2001, il Rack 3 con la missione STS-111, i Rack 4 e 5 con la STS-105, il Rack 6 con la STS-126 e il Rack 7 e 8 con le missioni STS-131 e STS-133 rispettivamente. Oltre a quelli trasportati con questa missione, la successiva navetta Kounotori 9 ha portato il Rack 11 a maggio 2020.
A differenza dei rack EXPRESS, che sono pensati per condurre esperimenti generici, il Life Support Rack (LSR), noto anche come Advanced Closed Loop System (ACLS) è un dimostratore tecnologico costruito dall'ESA per un sistema di produzione di acqua e ossigeno a partire dall'anidride carbonica presente nell'aria all'interno della stazione. L'anidride carbonica viene fatta passare attraverso uno strato di ammine in granuli e attraverso la reazione di Sabatier viene prodotto metano e acqua. Una reazione di elettrolisi infine estrae l'ossigeno da una parte dell'acqua prodotta, mentre il metano viene espulso nello spazio.
Il Life Science Glovebox (LSG) è una cabina di sicurezza biologica, che mantiene isolata la sua area di lavoro impedendo contaminazioni all'interno e all'esterno. L'operatore utilizza guanti a manicotto che si estendono all'interno dell'area. L'aria che circola al suo interno viene filtrata attraverso carboni attivi. L'LSG è stato installato nel laboratorio kibo ed è simile al Microgravity Science Glovebox (MSG), un'altra cabina biologica presente nel modulo Destiny.
Il Loop Pipe Radiator (LPR) era un dimostratore tecnologico per disperdere in modo più efficiente il calore. Questa tecnologia è importante per i satelliti per le telecomunicazioni di nuova generazione, che possiedono sistemi elettrici di maggiore potenza e quindi richiedono radiatori più grandi. 
La navetta ha portato sulla stazione spaziale un nuovo JEM Small Satellite Orbital Deployer (J-SSOD) e tre cubesat. Altri J-SSOD sono stati trasportati nelle precedenti missioni HTV-3 e HTV-6. Il J-SSOD è un dispositivo per lanciare piccoli satelliti cubesat; questo viene agganciato ad una piattaforma chiamata Multi-Purpose Experiment Platform (MPEP) situata nell'airlock del laboratorio kibo. Il lancio avviene tramite il braccio robotico del laboratorio, che aggancia la piattaforma MPEP e la trasferisce nel punto di rilascio. A quel punto i cubesat installati nel J-SSOD sono lanciati tramite un dispositivo meccanico azionato dagli operatori a Terra.  
La HTV Small Reentry Capsule (HSRC) era una capsula per il rientro sicuro a Terra di esperimenti scientifici. La capsula, alta 66 cm e con un diametro di 84 cm, aveva un volume interno di 30 litri e poteva contenere fino a 20 kg di carico. Questo sistema ha permesso per la prima volta di riportare un carico tramite la navetta Kounotori, che non era stata progettata con questa capacità. L'HSRC è stata agganciata al portello del vano pressurizzato (PCL) dagli astronauti della stazione poco prima del distacco della navetta. Attraverso un comando del centro spaziale, la capsula è stata sganciata dalla navetta per ammarare nell'oceano al largo delle coste di Minami Torishima tramite un paracadute ed è stata successivamente recuperata. Il suo contenuto era protetto dall'intenso calore del rientro atmosferico tramite un doppio strato di isolamento sottovuoto. 

### Carico smaltito
Oltre ai normali rifiuti, la navetta avrebbe dovuto smaltire le vecchie batterie Nickel idrogeno utilizzate sulla stazione. Tuttavia le attività extraveicolari per la sostituzione delle nuove batterie al litio trasportate sono state rinviate, a marzo/aprile 2019, mesi dopo il termine della missione. 
Per questo motivo, la navetta ha smaltito solo i consueti rifiuti. L'Exposed Pallet della Koutonori 7, contenente le vecchie batterie, è stato smaltito al termine della successiva missione HTV-8.

### Pre-lancio
Il 28 luglio 2018 la navetta Kounotori 7 è stata presentata ai media al centro spaziale di Tanegashima. La data di lancio, inizialmente fissata per l'11 settembre 2018, è stata rinviata per le previste condizioni meteo avverse causate anche dall'avvicinarsi del tifone Mangkhut che avrebbe interessato l'isola di Guam, dove è presente la stazione di terra per le comunicazioni con un satellite TDRSS NASA, che fornisce il principale sistema di comunicazione con la navetta Kounotori. Il lancio è stato quindi prima rinviato al 14 settembre e, sempre per le condizioni meteo, spostato al giorno 15. 
Il 14 settembre, il lanciatore H-IIB con la navetta Kounotori 7 è stato portato sulla piattaforma di lancio 2 del centro spaziale di Tanegashima.
La necessità di ispezionare i propulsori del lanciatore, dovuta al rilevamento di una pressione anomala in un serbatoio, ha causato un nuovo spostamento della data del lancio. Al completamento dei controlli, la data è stata fissata al 22 settembre alle 3:15 JST (il 21 settembre alle 18:15 UTC). 
Il 20 settembre, ulteriori condizioni meteo avverse previste per il giorno del lancio hanno causato l'ultimo rinvio. Il lancio è stato quindi programmato per il giorno 23 alle 2:52 JST (22 settembre alle 17:52 UTC), e il lanciatore H-IIB è stato portato sulla piattaforma di lancio il 22 settembre alle 10:33 JST.

### Cronologia

#### 22 settembre (lancio)

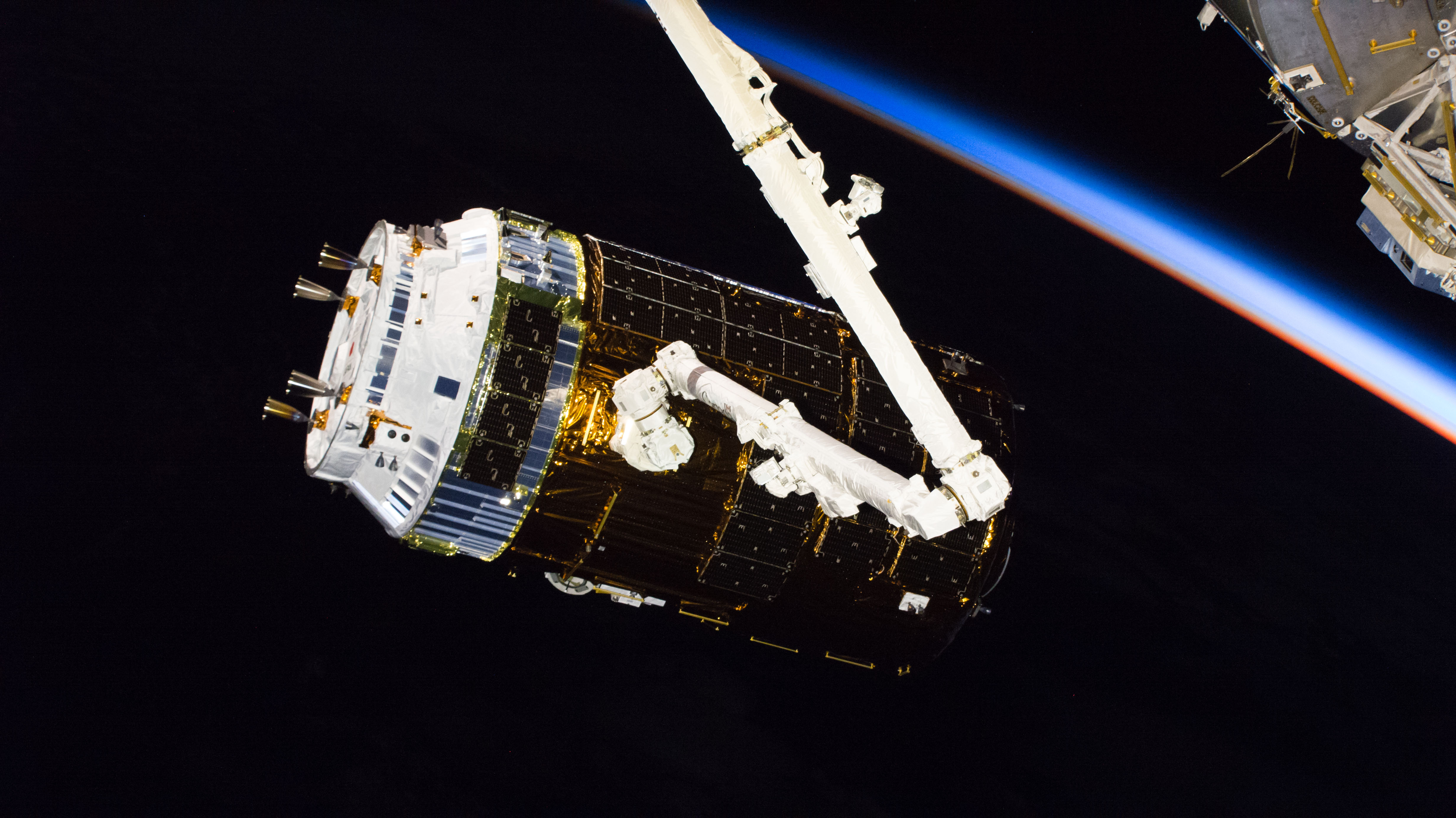
La navetta Kounotori 7, afferrata dal braccio robotico, durante la fase di berthing alla stazione

Il decollo è avvenuto con successo il 23 settembre alle 02:52 JST (22 settembre alle 17:52 UTC). I razzi ausiliari del lanciatore hanno completato la loro accensione dopo un minuto e 54 secondi e si sono separati dal lanciatore qualche secondo dopo. A cinque minuti e 54 secondi dal lancio si è separato il primo stadio e il secondo stadio si è acceso sette secondi dopo. Dopo 15 minuti e 11 secondi dal lancio la navetta Kounotori si è separata ed è entrata in orbita ad una altezza di 287 km.

#### 27 settembre
Il 27 settembre la navetta ha completato le tre manovre chiamata Height Adjustement Maneuver (HAM). La prima conclusa il giorno 26 alle 3:10 JST, la seconda alle 13:07 JST e la terza alle 16:12 JST. Successivamente la navetta è giunta alla distanza di 23 km dalla stazione, sufficiente per iniziare le comunicazioni con il sistema Proximity Communication System (PROX) a bordo della ISS. Alle 20:36 JST la Kounotori si è avvicinata ad una distanza di 10 m, dove sono iniziate le operazioni di berthing tramite il braccio robotico della stazione spaziale (SSRMS), comandato dall'astronauta Andrew Feustel.

#### 28 settembre

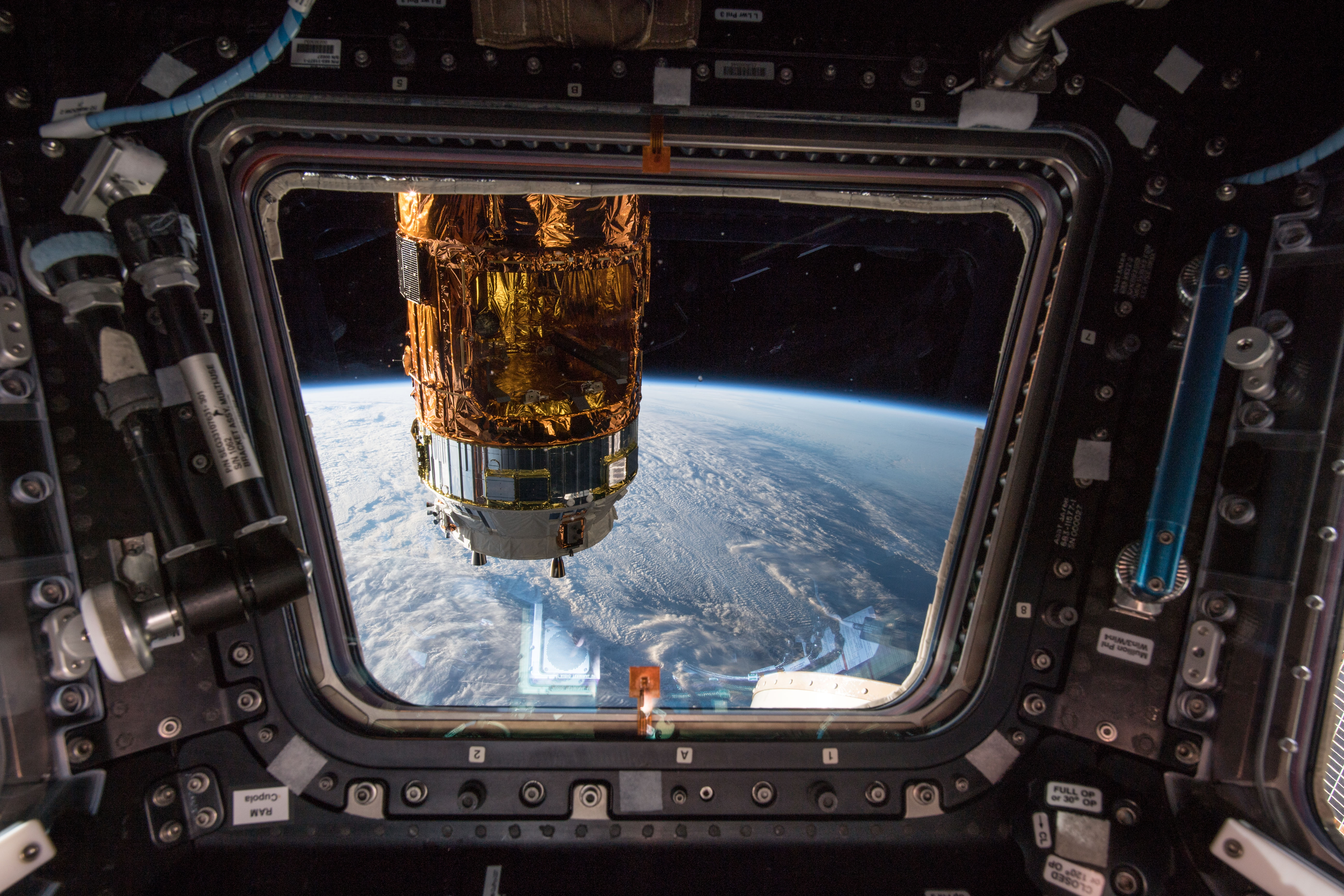
La navetta Kounotori 7 ripresa dalla Cupola della stazione spaziale

Tramite il braccio robotico, si è concluso il berthing al modulo Harmony alle 3:08 JST. Poco dopo, alle 4:42 JST, l'equipaggio della Expedition 56 ha aperto il portello del vano pressurizzato (PLC).

#### 29 settembre
Il 29 settembre, tramite il braccio robotico, è stato estratto l'Exposed Pallet (EP) dal vano non pressurizzato (ULC) della navetta. L'EP, contenente le nuove batterie al litio per la stazione spaziale, è stato agganciato all'esterno della stazione. 

#### 10 ottobre
Le attività extraveicolari relative alla sostituzione delle batterie del segmento P4 sono state rimandate a causa del fallimento della missione Sojuz MS-10, che avrebbe dovuto portare sulla stazione il cosmonauta Aleksej Ovčinin e l'astronauta Tyler Hague.
Si è tuttavia verificato un malfunzionamento durante la fase di distacco dei razzi ausiliari dal lanciatore. Il computer di bordo ha quindi attivato una procedura di annullamento del lancio (Launch Escape System) sganciando la navetta Sojuz e allontanandola dal lanciatore. La navetta è quindi entrata in una traiettoria di rientro balistico. L'incidente non ha avuto conseguenze per l'equipaggio a bordo, che è atterrato incolume.
Tyler Hague, l'astronauta addestrato per l'attività extraveicolare relativa alla sostituzione della batterie, è giunto sulla stazione spaziale con la successiva missione Sojuz MS-12, e ha condotto le operazioni extraveicolari assieme a Anne McClain (US EVA 52) e Christina Koch (US EVA 53) a marzo 2019. 

#### 8 novembre

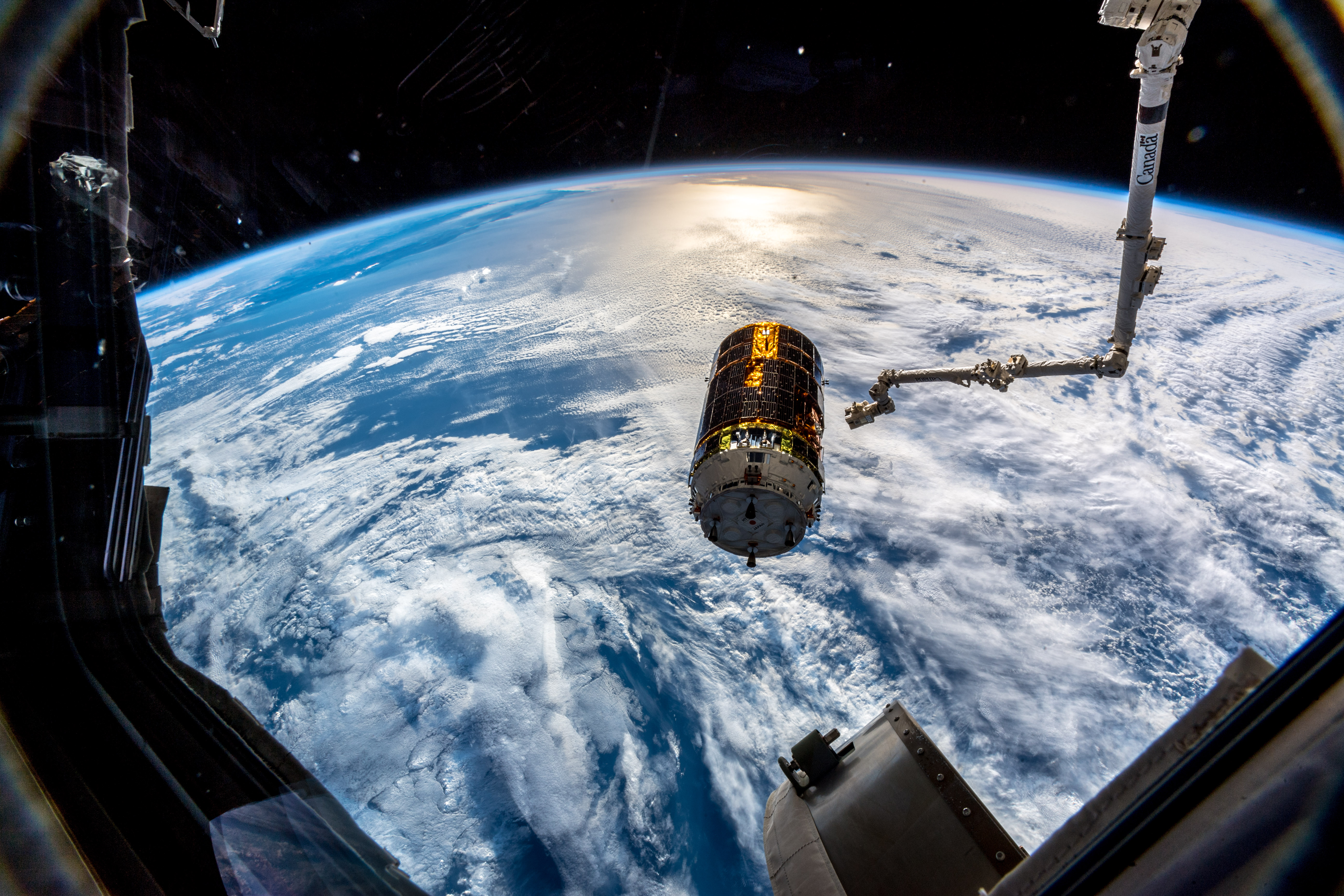
La navetta Kounotori 7 ripresa dopo l'unberthing dalla stazione spaziale tramite il braccio robotico

L'8 novembre alle 1:50 JST, è stato effettuato l'unberthing della navetta Kounotori dalla stazione spaziale tramite il braccio robotico, comandato dagli astronauti Alexander Gerst e Serena Auñón-Chancellor. Portata nel punto di sgancio, ad una distanza di 10 m, è stata rilasciata. La navetta ha quindi iniziato l'allontanamento tramite due manovre chiamate ISS Departure Maneuver (IDM).

#### 11 novembre (rientro)
Dopo aver effettuato la terza e ultima manovra per l'uscita dall'orbita alle 6:14 JST dell'11 novembre, la Kounotori 7 è rientrata nell'atmosfera attorno alle 6:38 JST. Poco prima dell'ingresso atmosferico la HTV Small Re-entry Capsule (HSRC) è stata distaccata dalla navetta, e alle 7:06 JST la capsula ha ammarato con successo con un paracadute al largo dell'isola di Minami Torishima.

## Post missione
La HTV Small Re-entry Capsule è stata recuperata da una nave e trasportata al centro spaziale di Tsukuba, dove è arrivata il 13 novembre. Le analisi dei dati hanno mostrato che l'accelerazione della capsula non ha superato i 3,5 G e l'isolante multistrato ha mantenuto la temperatura interna a 4±2 °C durante il viaggio. Questi dati hanno confermato le buone performances dei nuovi materiali ablativi usati nello scudo termico della capsula, basati su polimeri rinforzati con fibre di carbonio (Carbon-Fibre-Reinforced Polymer composites - CFRP).